# Raimundo Le Roux
Raimundo Le Roux (en francés, Raymond Le Roux; Mediodía Pirineos, ? - Aviñón, noviembre de 1325) fue un cardenal francés pariente, quizá sobrino, del papa Juan XXII.
Raimundo Le Roux fue protonotario apostólico. Fue creado cardenal por el papa Juan XXII en el consistorio de 20 de diciembre de 1320.